# HR 8799 c

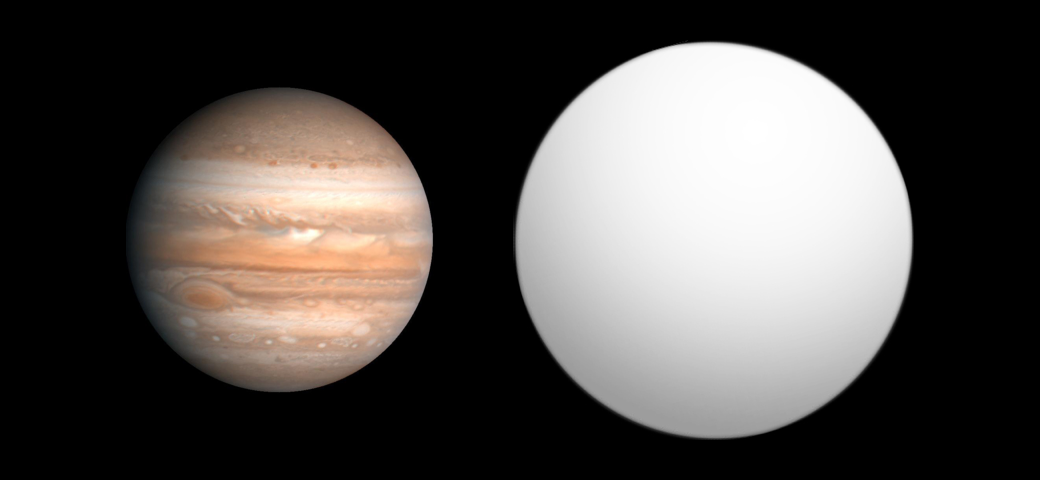

HR 8799 c는 페가수스자리 방향으로 지구로부터 약 129 광년 떨어진 곳에 있는 항성 HR 8799 주위를 도는, 외계 행성이다. 행성의 질량은 목성의 7~13배, 반지름은 120~130퍼센트 사이이다. 항성으로부터 38 천문단위 떨어져 있으며 궤도이심률은 알려져 있지 않았다. 1회 공전에 걸리는 시간은 약 190년이다. c를 포함한 HR 8799 주위 항성들은 2008년 11월 13일 Marois 연구진이 미국 하와이주 소재 제미니 천문대, 켁 천문대의 망원경을 이용하여 발견했다. 이들 세 행성은 직접 사진을 찍어 그 존재를 확인한 천체이다.

## 같이 보기
- HR 8799 b
- HR 8799 d
- 포말하우트 b